# Alexei Danilowitsch Kiwschenko

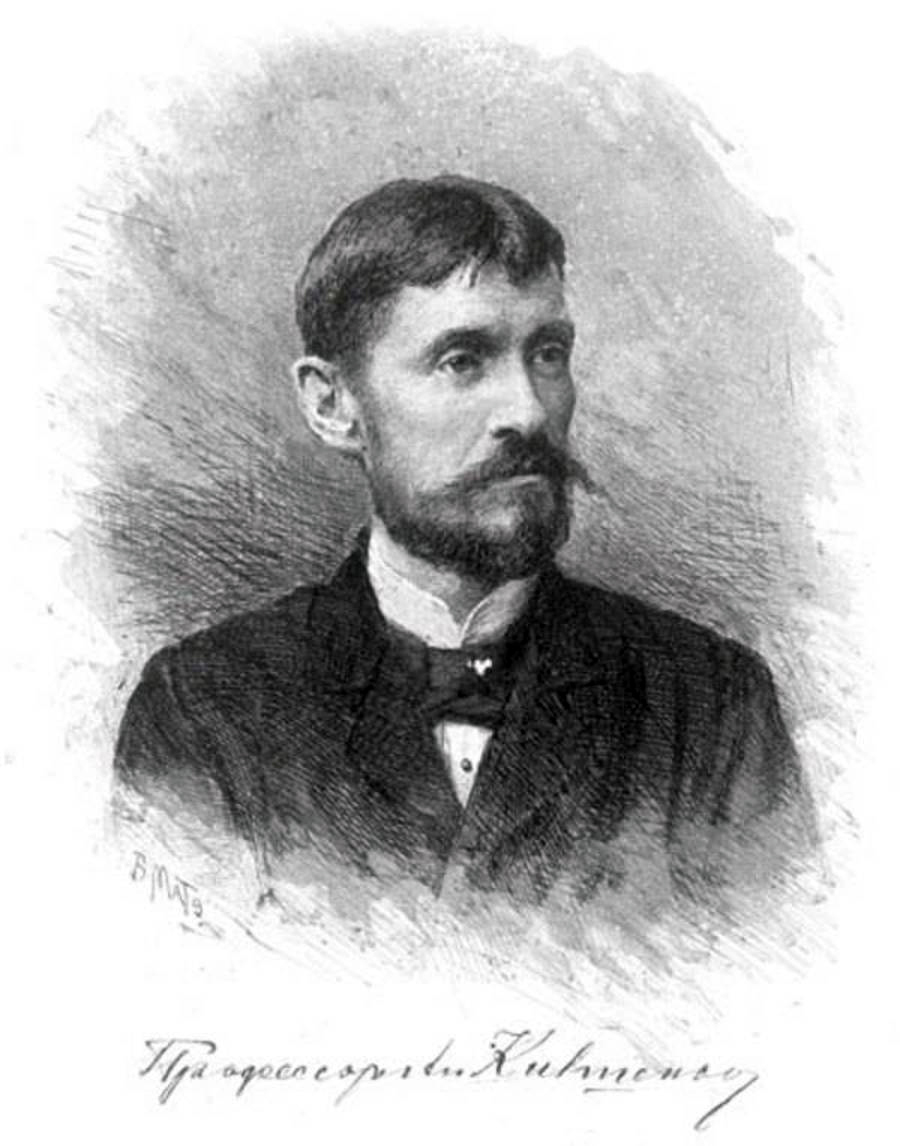
Alexei Danilowitsch Kiwschenko

Alexei Danilowitsch Kiwschenko (russisch Алексей Данилович Кившенко; * 10. Märzjul. / 22. März 1851greg. im Ujesd Wenjow; † 2. Oktober 1895 in Heidelberg) war ein russischer Maler.

## Leben
Kiwschenko studierte an der Zeichenschule der St. Petersburger Kaiserlichen Gesellschaft zur Förderung der Künste bei Iwan Nikolajewitsch Kramskoi. 1867 wurde er Gasthörer der Kaiserlichen Akademie der Künste (IACh) und 1870 Student der IACh. Für seine Arbeiten während des Studiums erhielt er Medaillen. 1877 schloss er das Studium als Klassischer Künstler mit der Großen Goldmedaille für sein Programm Hochzeit zu Kana ab.
1880 reiste Kiwschenko mit einem Auslandsstudienstipendium der IACh ins Ausland und arbeitete in Düsseldorf, in München bei Gabriel von Max und Wilhelm von Diez und in Paris. Nach seiner Rückkehr lehrte er 1883–1889 an der St. Petersburger Zentral-Schule für Technisches Zeichnen des Barons Alexander von Stieglitz. 1884 wurde Kiwschenko mit seinen während seines Auslandsaufenthaltes geschaffenen Gemälden zum Akademiker der IACh ernannt. Im Sommer 1884 reiste er nach Transkaukasien, um Materialien für von Alexander III. bestellte Gemälde zu sammeln. Dort malte er dann einige Ereignisse des Russisch-Osmanischen Krieges (1877–1878).
1891 nahm Kiwschenko an der archäologischen Expedition Nikodim Pawlowitsch Kondakows nach Palästina und Syrien teil, von der Kiwschenko viele Studien der Natur und des Lebens mitbrachte. 1893 wurde Kiwschenko Vollmitglied und 1894 leitender Professor des Meister-Bataillons der IACh. Er stand den Wanderern nahe.
Kiwschenko starb auf einer Auslandsreise und wurde in St. Petersburg auf dem Smolensker Friedhof begraben.

## Werke

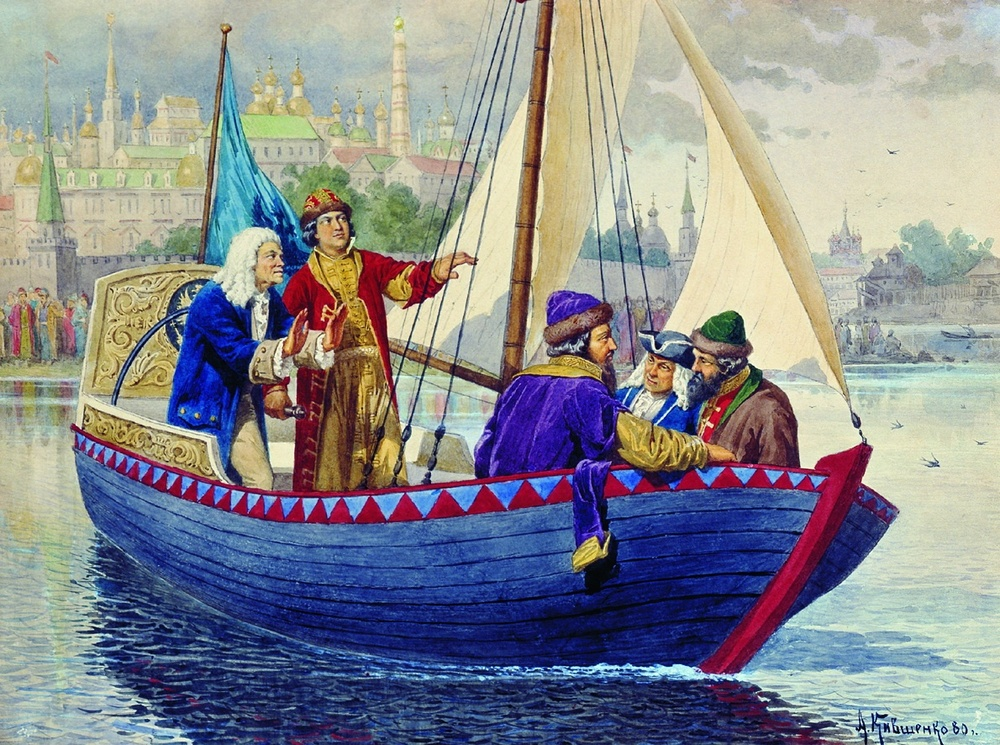
Peter I. führt das Segelboot (1864; neben ihm Carsten Brandt)
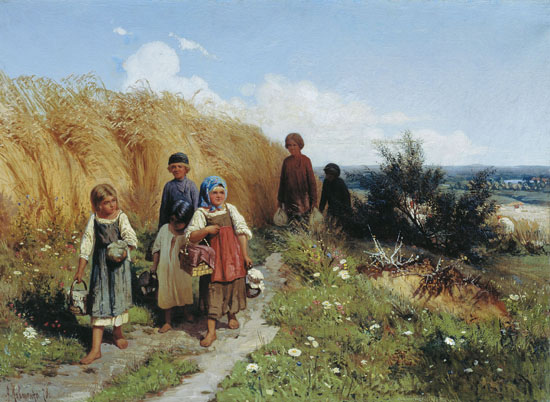
Feld (1878)
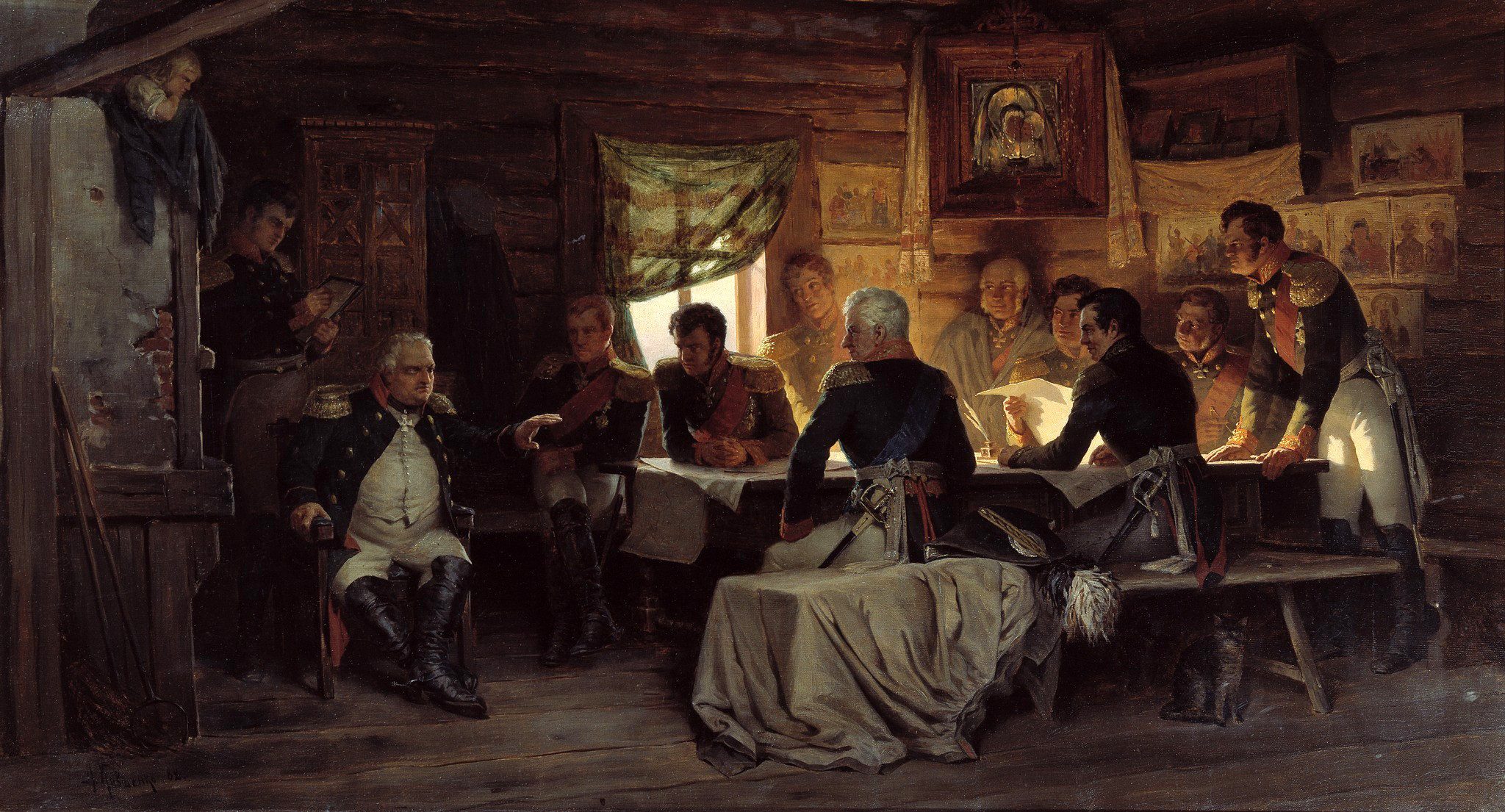
Kriegsrat in Fili (1880, Tretjakow-Galerie; dargestellt ist die Sitzung vor der Übergabe Moskaus an Napoleon während des Vaterländischen Krieges 1812 mit M. I. Kutusow (links), Barclay de Tolly-Weymarn (in der Ecke unter der Ikone), N. N. Rajewski (am Fenster), A. P. Jermolow (ganz rechts))
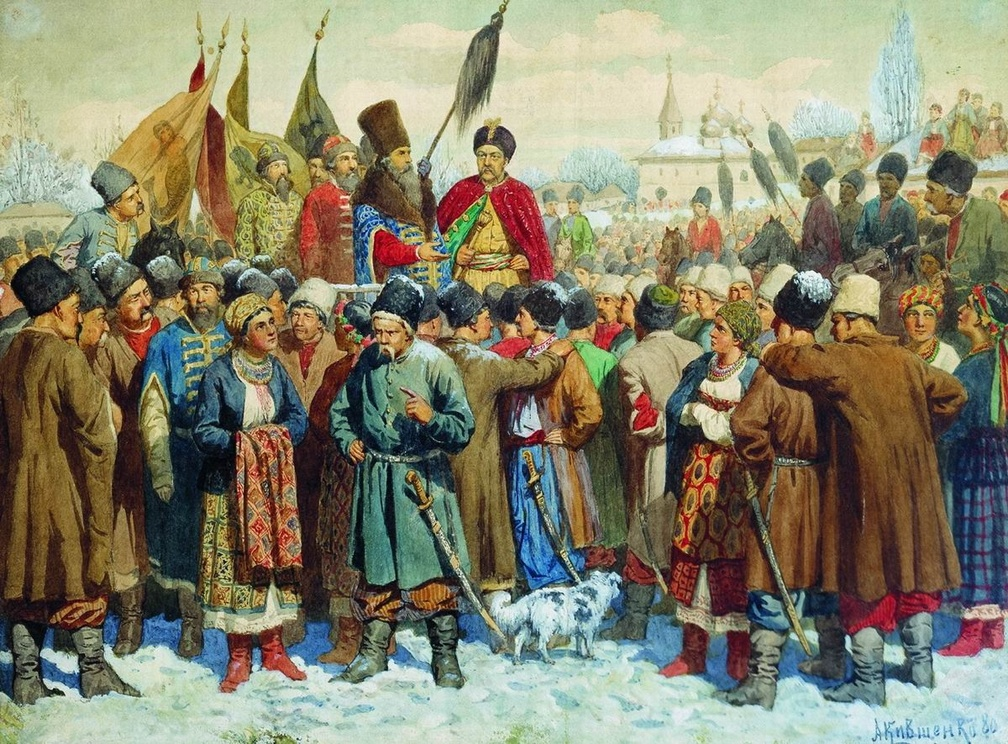
Vertrag von Perejaslaw
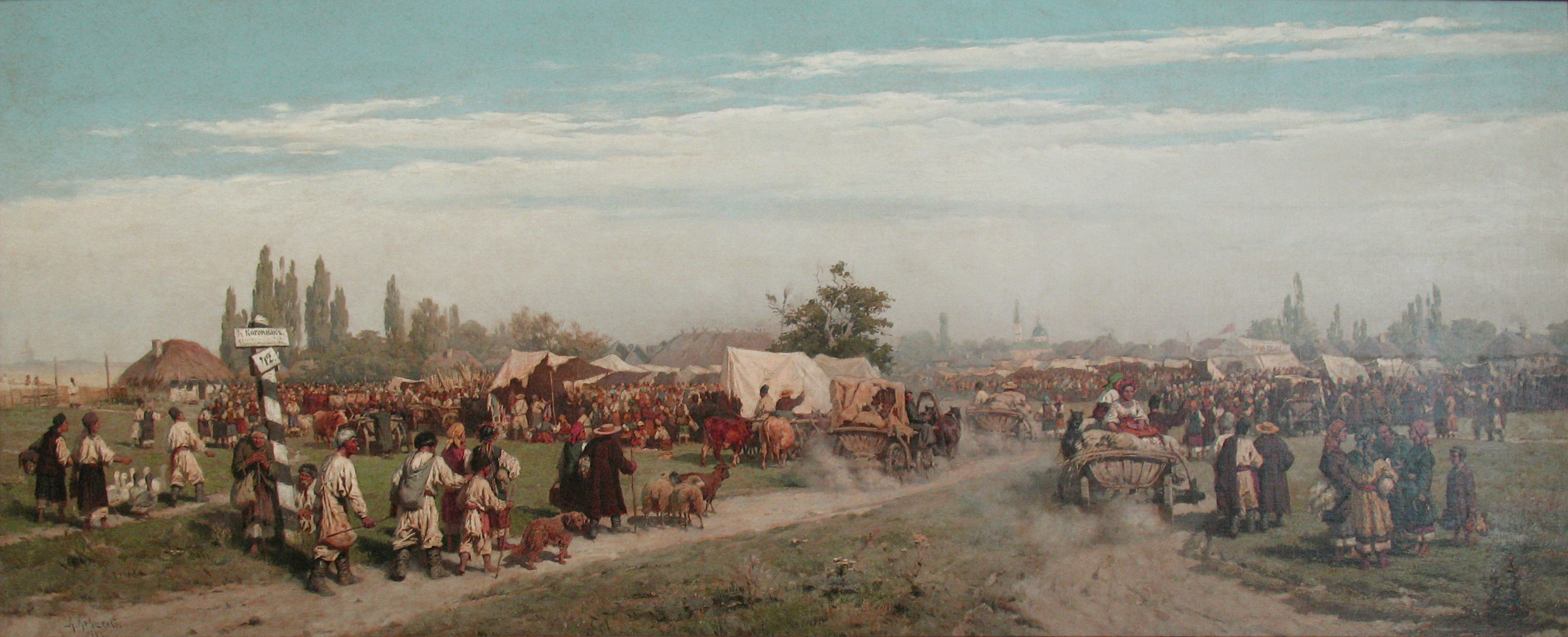
Jahrmarkt in der Ukraine (1882, Kunstmuseum Jekaterinburg)
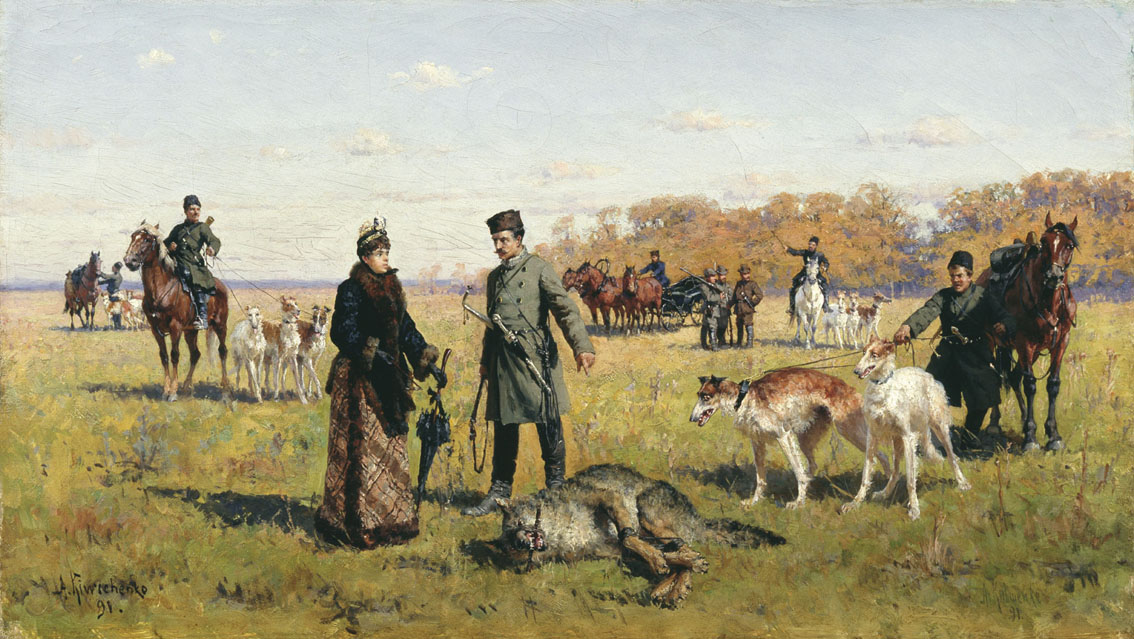
Erlegter Wolf (1891, Regionales Sukatschow-Kunstmuseum Irkutsk)
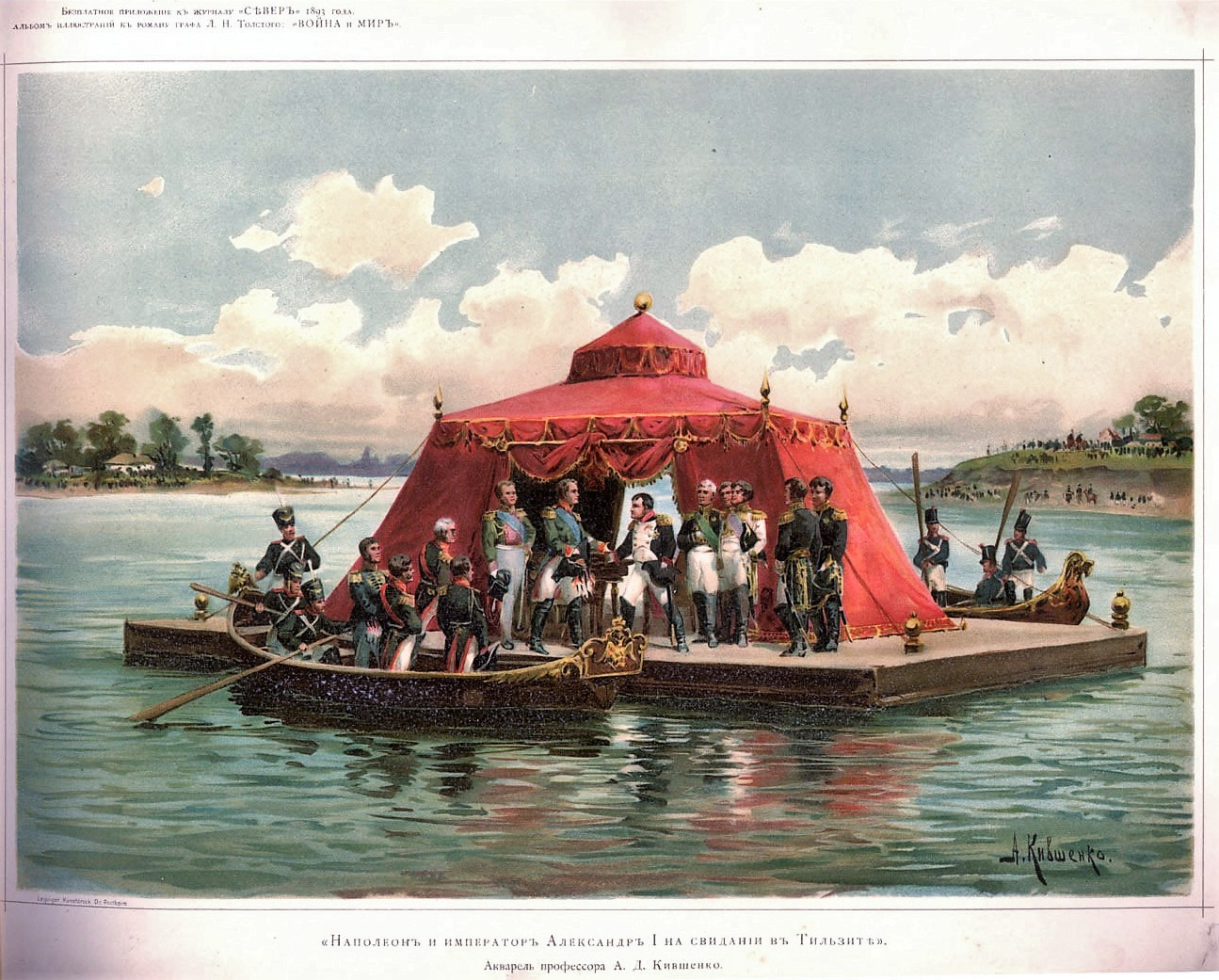
Napoleon und Alexander I. beim Treffen von Tilsit (1893)
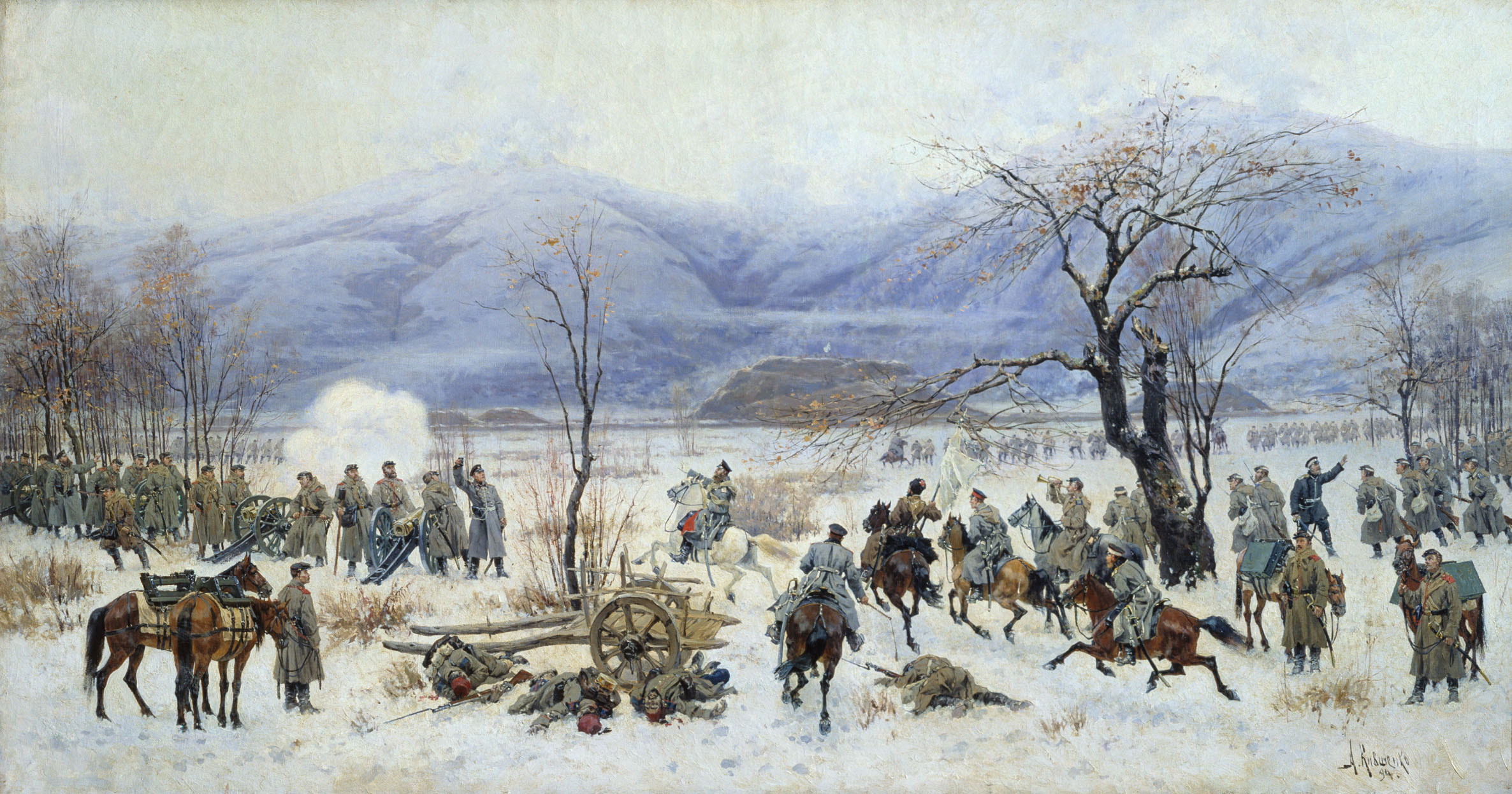
Schlacht bei Schipka-Scheinowo 1877 (1894)
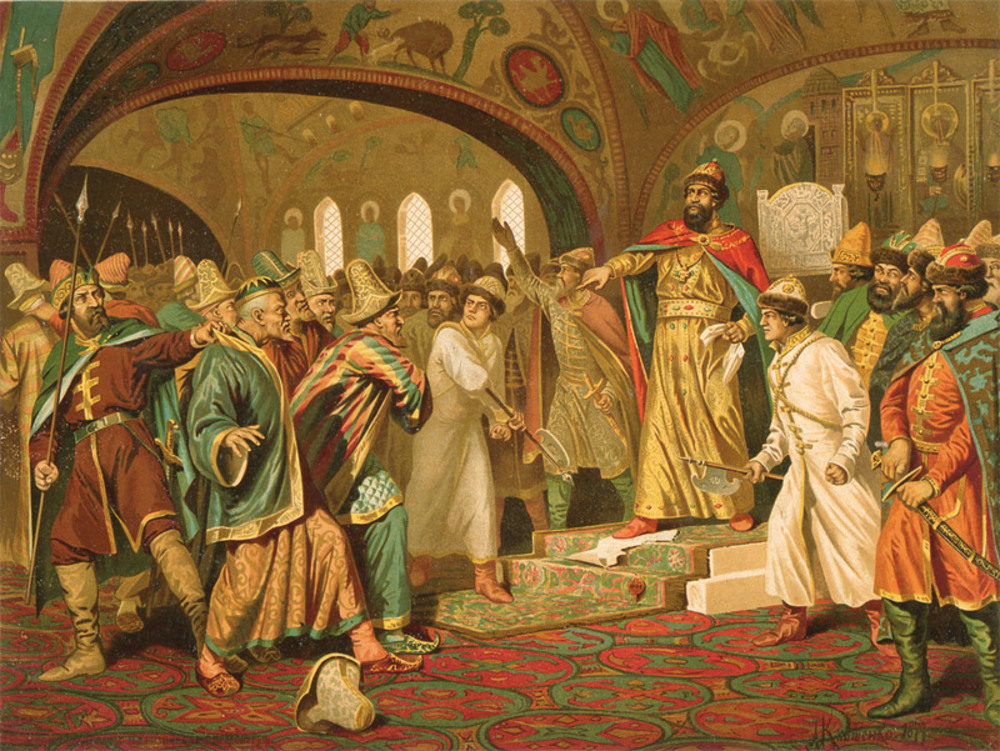
Iwan III. zerreißt die Urkunde des Khans